# Station Rugldalen
Station Rugldalen is een voormalig station in Rugldalen in de gemeente Røros in fylke Trøndelag  in  Noorwegen. Het station ligt aan Rørosbanen. Rugldalen werd in 1877 geopend en was een ontwerp van Peter Andreas Blix. 
Het station heette oorspronkelijk Tyvold. Van 1886 tot 1910 was dit het eindstation van de zijlijn naar Kongens gruve. Via Tyvold werd de productie van die mijn, koper en pyriet, naar Trondheim vervoerd. 
In 1974 werd het station gedegradeerd tot halte, waarna een jaar later het stationsgebouw werd gesloopt. In 2003 werd de halte gesloten voor personenvervoer.